# Козелиці (Каменський повіт)
Козелиці (пол. Kozielice) — село в Польщі, у гміні Ґольчево Каменського повіту Західнопоморського воєводства.
Населення — 147 осіб (2011).
У 1975-1998 роках село належало до Щецинського воєводства.

## Демографія
Демографічна структура станом на 31 березня 2011 року:
|          | Загалом | Допрацездатний вік | Працездатний вік | Постпрацездатний вік |
| -------- | ------- | ------------------ | ---------------- | -------------------- |
| Чоловіки | 71      | 15                 | 49               | 7                    |
| Жінки    | 76      | 20                 | 37               | 19                   |
| Разом    | 147     | 35                 | 86               | 26                   |